# Lepidocyrtus montseniensis
Lepidocyrtus montseniensis is een springstaartensoort uit de familie van de Entomobryidae. De wetenschappelijke naam van de soort is voor het eerst geldig gepubliceerd in 1958 door Mateos-Frias.